# Angelo Tsagarakis
Angelo Constantin Tsagarakis (Mantes-la-Jolie, 3 giugno 1984) è un ex cestista francese con cittadinanza greca.